# Rachid Taha
Rachid Taha, född 18 september 1958 i Sig i Muaskar i Algeriet, död 12 september 2018 i Paris i Frankrike, var en algerisk sångare, musiker och kompositör. Hans musik är inspirerad av raï, rock och punk. Solokarriären satte fart i och med albumet Diwân 1998.

## Diskografi
- 1983 – Carte de Séjour (med Carte de Séjour)
- 1984 – Rhoromanie (med Carte de Séjour)
- 1986 – Deux et demi (« Douce France ») (med Carte de Séjour)
- 1991 – Barbès
- 1993 – Rachid Taha
- 1995 – Olé Olé
- 1997 – Carte Blanche
- 1998 – Diwân
- 1999 – 1,2,3 Soleils – livealbum med Khaled och Faudel
- 2000 – Made in Medina
- 2001 – Rachid Taha Live – livealbum
- 2004 – Tékitoi
- 2006 – Diwân 2
- 2007 – The Definite Collection